# Scattergories
Scattergories es un juego de mesa que se juega en grupo o familia que requiere cierta imaginación y pensar rápidamente, basado en un juego tradicional, conocido con varios nombres, entre ellos Alto el lápiz en España y Tutti frutti en América.

## Origen
El Scattergories es un juego de mesa comercial que viene de un juego clásico bastante conocido en el que hay alguien que dice una letra y luego otra persona selecciona una categoría. El fin del juego es intentar decir o escribir en un tiempo determinado el mayor número de palabras posibles relacionadas con la categoría que empiecen por la letra escogida.
Este juego, en su multitud de versiones y variantes, es el predecesor del actual scattergories comercial.
Scattergories pertenece a la empresa Milton Bradley, y es comercializado por Hasbro Games. Scattergories se empezó a comercializar en 1988.

## Forma de juego
Consiste en escribir palabras que empiecen por una misma letra escogida que pertenezcan a una categoría en un tiempo reducido.
Para jugar se usan lápices, hojas para escribir y listas de categorías para cada jugador. Se escoge una categoría al azar, se desvela la letra y comienza el tiempo.
Todos los jugadores empiezan a escribir rápidamente palabras que empiecen por la letra de la categoría seleccionada y paran cuando el tiempo acaba, normalmente se dan a lo sumo dos minutos para hacer más interesante el juego.
Luego se leen en alto las respuestas, en las que coinciden más de un jugador se eliminan (si la palabra tiene el mismo significado pero están escritas diferentes, entonces se contara como correcta para cada jugador) sólo las que estén escritas una vez cuentan puntos (las que sólo haya pensado un único jugador).
Normalmente se suelen hacer tres rondas, aunque esto puede variar. El que consiga más puntos es el vencedor.

### Estrategias
Para jugar a este juego hay que tener en cuenta varias cosas: si es un tiempo muy limitado, hay que poner las primeras palabras que se nos ocurran, y si no, buscar palabras un poco más raras (para sumar puntos). Pero si tenemos tiempo, ponemos palabras que se piensen rápidamente para que a los demás jugadores no les sumen puntos.
De este modo no podemos predecir si alguno de los jugadores está escribiendo palabras "fáciles" en vista de que ese trabajo lo haga el otro y de este modo él poder sumar más puntos escogiendo palabras un poco menos obvias.

## Curiosidades

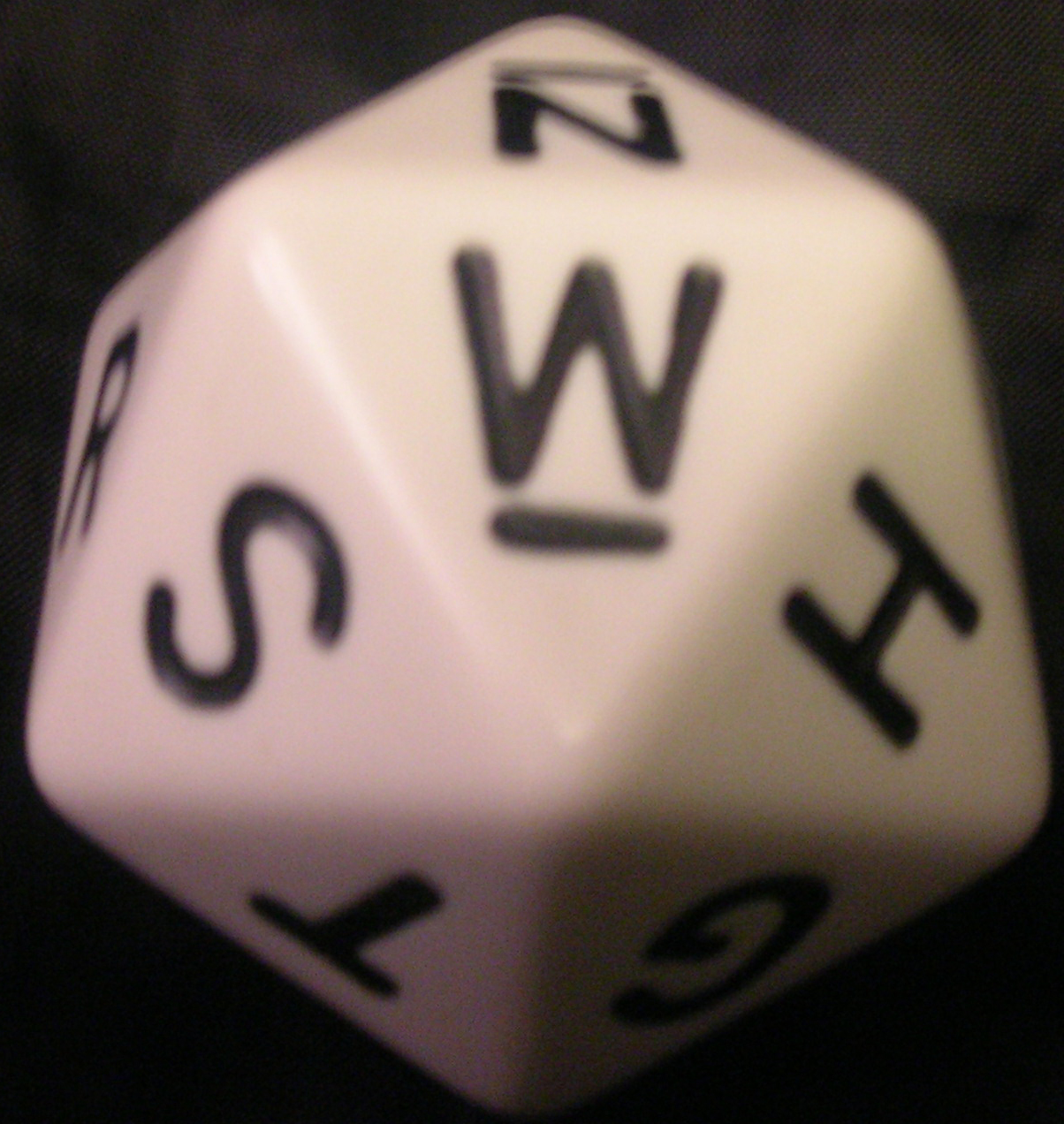
Dado del Scattergories.

### Por qué es conocido el juego
En España forman parte de la cultura popular expresiones como "Es mi scattergories y me lo llevo" o "aceptamos pulpo como animal de compañía", por alusión al anuncio televisivo de 1996 que gozó de gran éxito en dicho país. En él aparecen tres personas: un hombre que sale de una casa enfadado y un matrimonio, la escena se sitúa a la puerta de la casa con el invitado marchándose.
ESCENA 1

Invitado: "Es mi scattergories y me lo llevo"

Esposa: (al marido) Acéptale barco

Anfitrión: "Aceptamos barco"

Invitado: "¿Cómo animal acuático?"

Anfitrión: "Sí"

ESCENA 2 (dentro de la casa)

Esposa: "Empezando por P un animal de compañía"

Invitado: "Un pulpo..." (con pinta de pulpo hacia la esposa)

Marido: ¿Un pulpo?
Marido: (con resignación, tras mirada inquisitoria del invitado) "Vale"

### Dado
En la versión actual del juego, el dado que decide la letra de cada ronda es un icosaedro.
En el dado están inscritas las letras: A, B, C, D, E, F, G, H, I, J, K, L, M, N, O, P, R, S, T, W, y del cual están excluidas: Ñ, Q, U, V, X, Y, Z, para facilitar el desarrollo del juego.

## Si le tocan 1 se pierde un turno
1. ↑  Rodríguez Canfranc, Miguel (13 de septiembre de 2008). «Aceptamos pulpo como animal de compañía». Diario Cinco Días. EL PAÍS.